# Currahee Mountain
Der Currahee Mountain ist ein Berg der Blue Ridge Mountains im Stephens County, Georgia. Er liegt in der Nähe von Toccoa und ist mit einer Höhe von 529 Metern der höchste Berg im Stephens County. Sein Name bedeutet in der Sprache der Cherokee „alleinstehend“ oder auch „wo Bachkresse wächst“.

## Geographie
Der Currahee Mountain liegt etwa sieben Kilometer südwestlich von Toccoa und drei Kilometer südöstlich vom ehemaligen Camp Toccoa im Stephens County, Georgia knapp 16 Kilometer von der Grenze South Carolinas entfernt.
Von seiner direkten Umgebung hebt sich der Currahee Mountain etwa 240 Meter ab und ist mit einer Höhe von 529 Metern der höchste Berg im Stephens County. Der Gipfel ist südöstlich des Bergrückens der Blue Ridge Mountains eine weithin sichtbare Landmarke und liegt am Übergang von den Blue Ridge Mountains zum Piedmont. Ein Teil des Berges liegt im Chattahoochee National Forest, einem National Forest (Staatsforst) in Nordgeorgia.

## Geschichte
Nach den Indianerkriegen fand der Currahee Mountain 1785 Erwähnung als Landmarke bei den Grenzfestlegungen im Treaty of Hopewell (Vertrag von Hopewell), den die Cherokee und der Konföderationskongress der Vereinigten Staaten schlossen.
Von Benjamin Hawkins wurde der Currahee Mountain 1796 zur Festlegung der Hawkins Line, einer Trennlinie zwischen den Creek und den Vereinigten Staaten, genutzt. Von 1804 bis 1818 diente die Hawkins Line als Grenze zwischen Georgia und der Cherokee Nation.
Während des Sezessionskrieges war der Currahee Mountain Namensgeber der Battle of Currahee (Schlacht am Currahee, auch Battle of Narrows genannt), die in Sichtweite des Berges stattfand. Bei dem Gefecht schlugen am 12. Oktober 1864 Truppen der Konföderierten Truppen der Union. Der Kampf forderte nur wenige Todesopfer, an die ein Denkmal am U.S. Highway 441 in Baldwin im Banks County erinnert.

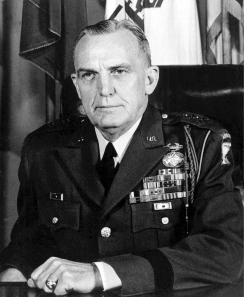
Lieutenant General Robert Frederick Sink, erster Kommandeur des 506. US-Fallschirmjägerregiments und Namensgeber des Colonel Robert Sink Trails

Während des Zweiten Weltkrieges wurde in der Nähe das Camp Toccoa gegründet, das dem 506. US-Fallschirmjägerregiment der 101. US-Luftlandedivision der US-Streitkräfte als erstes Trainingsgelände diente. Die Geschichte der Easy Company des Regiments ist die Basis des Buches und der Miniserie Band of Brothers – Wir waren wie Brüder. Durch die Serie wurde der Currahee Mountain, der von den Soldaten im Training immer wieder erlaufen wurde, international bekannt. Die Soldaten des Regiments nennen sich selbst „Currahees“, nach dem Namen des Bergs, der sich vom Begriff gurahiyi („wo Bachkresse wächst“ oder auch „alleinstehend“) der Cherokee ableitet.
Seit 2004 ist der Currahee Mountain Schauplatz der Currahee Challenge, einem Berglauf über 5.000 und 10.000 Meter (beziehungsweise 3 und 6 Meilen), sowie einem für Anfänger (1 Meile). Der Lauf beginnt und endet am Currahee Memorial (Currahee Denkmal) am Fuß des Berges und verläuft entlang des Colonel Robert Sink Trails (ein Pfad, der nach dem ersten Kommandeur des 506. US-Fallschirmjägerregiments benannt wurde und von dessen Soldaten im Training genutzt wurde) zum Gipfel.